# Fabrizio Crestani
Fabrizio Crestani (ur. 17 grudnia 1987) – włoski kierowca wyścigowy.

## Kariera
Fabrizio karierę w wyścigach samochodów jednomiejscowych rozpoczął w roku 2005, debiutując we Włoskiej Formule 3 oraz Włoskiej Formule Junior 1600. W pierwszej z nich nie został sklasyfikowany, z racji braku punktów, natomiast w drugiej zajął 15. miejsce. W kolejnych dwóch sezonach Crestani ścigał się już tylko we włoskiej F3, dwukrotnie odnotowując 5. pozycję w ogólnej punktacji. W 2006 roku Fabrizio wystartował również w jednej rundzie Brytyjskiej Formuły 3 (w klasie narodowej). Nie zdobył jednak punktów, zajmując odpowiednio piętnaste i czternaste miejsce (nie biorąc już pod uwagi faktu, iż nie był oficjalnie liczony do klasyfikacji).
Na sezon 2008 Włoch podpisał kontrakt z włoskim zespołem Euronova Racing, na starty w Międzynarodowej Formule Master. W ciągu sześciu wyścigów, Fabrizio tylko raz sięgnął po punkty, zajmując ósmą lokatę w niedzielnym wyścigu, na ulicznym torze w Pau (we Francji). Pół punktu (została rozegrana tylko połowa wyścigu, w wyniku obfitych opadów deszczu) zagwarantowało mu 27. miejsce w końcowej klasyfikacji.
Po eliminacji w czeskim Brnie, Crestani przeniósł się do Euroserii 3000. Reprezentując włoski GP Racing, sześciokrotnie stanął na podium, z czego trzy razy na najwyższym stopniu (dwie wygrane zostały przez niego odniesione w ostatniej rundzie sezonu, na torze Autodromo dell'Umbria). Zdobyte punkty sklasyfikowały go na wysokiej 5. lokacie (zważywszy na brak udziału w trzech rundach). W punktacji Włoskiej Formuły 3000 był dziewiąty.
W przerwie pomiędzy sezonem 2008 i 2009 Fabrizio wziął udział w pięciu rundach Azjatyckiej GP2, w zespole Ocean Racing Technology. Nie zdobył jednak punktów, będąc najbliżej celu w pierwszym wyścigu, w Katarze, gdzie zajął dziesiąte miejsce.
W roku 2009 Crestani, pomimo udziału we wszystkich wyścigach (w ekipie TP Formula), został sklasyfikowany niewiele wyżej, bo na 4. pozycji. W tym czasie podobnie, jak przed rokiem, sześć razy stawał na podium, tym razem jednak ani razu nie sięgając po zwycięstwo. We włoskim pucharze zajął 5. lokatę.
W europejskiej edycji GP2 Włoch zadebiutował na belgijskim torze Spa-Francorchamps (w brytyjskiej stajni David Price Racing). Wziąwszy udział łącznie w sześciu wyścigach, podobnie, jak w zimowym cyklu, nie uzyskał żadnych punktów. Ponownie najwyższą jego lokatą była dziesiąta pozycja w pierwszym wyścigu, tym razem jednak odnotowana na włoskim obiekcie Monza.
Do serii GP2 powrócił w sezonach 2012 i 2013 z zespołem Venezuela GP Lazarus. w 2012 roku z jednym punktem uplasował się na 24 pozycji, a w 2013 bez punktów został sklasyfikowany na 33. miejscu.
Crestani zaliczył także starty w Auto GP w sezonach 2010 i 2011. W 2010 roku nie zdobył żadnego punktu, ale już w 2011 roku z 92 punktami uplasował się na 6 pozycji. W sezonie 2013 wystartował tam w dwóch wyścigach, w których uzbierał łącznie 11 punktów. Dały mu one 17. miejsce w klasyfikacji generalnej.

## Statystyki
| Sezon   | Seria                         | Zespół                  | Wyścigi | Zwycięstwa | PP | NO | Podium | Punkty | Pozycja |
| ------- | ----------------------------- | ----------------------- | ------- | ---------- | -- | -- | ------ | ------ | ------- |
| 2005    | Formula Junior 1600 Italy     | PSR Motorsport          | 12      | 1          |    |    | 4      | 141    | 4       |
| 2005    | Włoska Formuła 3              | Corbetta                | 2       | 0          | 0  | 0  | 0      | 10     | 13      |
| 2006    | Włoska Formuła 3              | Corbetta Competizioni   | 16      | 0          | 1  | 2  | 5      | 76     | 5       |
| 2006    | Włoska Formuła 3              | Corbetta Competizioni   | 2       | 0          | 0  | 0  | 1      | 20     | 17      |
| 2007    | Włoska Formuła 3              | Corbetta Competizioni   | 16      | 3          | 2  | 3  | 7      | 73     | 5       |
| 2008    | Euroseries 3000               | GP Racing               | 10      | 3          | 0  | 1  | 5      | 49     | 5       |
| 2008    | Włoska Formuła 3000           | GP Racing               | 4       | 1          | 0  | 1  | 1      | 15     | 9       |
| 2008    | Międzynarodowa Formuła Master | Euronova Racing         | 6       | 0          | 0  | 0  | 0      | 0,5    | 27      |
| 2008–09 | Azjatycka seria GP2           | Ocean Racing Technology | 9       | 0          | 0  | 0  | 0      | 0      | 28      |
| 2009    | Euroseries 3000               | TP Formula              | 12      | 0          | 1  | 2  | 6      | 54     | 4       |
| 2009    | Włoska Formuła 3000           | TP Formula              | 6       | 0          | 0  | 1  | 2      | 26     | 5       |
| 2010    | Auto GP                       | DAMS                    | 4       | 0          | 0  | 0  | 0      | 0      | 22      |
| 2010    | Auto GP                       | Trident Racing          | 4       | 0          | 0  | 0  | 0      | 0      | 22      |
| 2010    | Seria GP2                     | David Price Racing      | 6       | 0          | 0  | 0  | 0      | 0      | 30      |
| 2011    | Auto GP                       | Lazarus                 | 14      | 1          | 0  | 0  | 4      | 92     | 6       |
| 2012    | Seria GP2                     | Venezuela GP Lazarus    | 14      | 0          | 0  | 0  | 0      | 1      | 24      |
| 2013    | Seria GP2                     | Venezuela GP Lazarus    | 4       | 0          | 0  | 0  | 0      | 0      | 33      |
| 2013    | Auto GP World Series          | Ibiza Racing Team       | 2       | 0          | 0  | 0  | 0      | 11     | 17      |

## Wyniki w GP2
| Legenda oznaczeń w tabelach wyników Wyświetl szablon na nowej stronie | Legenda oznaczeń w tabelach wyników Wyświetl szablon na nowej stronie                                                                     |
| Oznaczenie                                                            | Wyjaśnienie |
| --------------------------------------------------------------------- | --- |
| Złoty                                                                 | Zwycięzca lub mistrzostwo |
| Srebrny                                                               | 2. miejsce lub wicemistrzostwo |
| Brązowy                                                               | 3. miejsce lub II wicemistrzostwo |
| Zielony                                                               | Ukończył, punktował (w klasyfikacji generalnej, gdy zdobył co najmniej jeden punkt na przestrzeni sezonu, poza trzema powyższymi opcjami) |
| Niebieski                                                             | Ukończył, nie punktował (w klasyfikacji generalnej, gdy nie zdobył co najmniej jednego punktu na przestrzeni sezonu)                      |
| Czerwony                                                              | Nie zakwalifikował się (NZ) |
| Czerwony                                                              | Nie prekwalifikował się (NPK) |
| Różowy                                                                | Nie ukończył (NU) |
| Różowy                                                                | Niesklasyfikowany (NS) (w klasyfikacji generalnej, gdy nie został sklasyfikowany w żadnym wyścigu sezonu)                                 |
| Czarny                                                                | Zdyskwalifikowany (DK) |
| Czarny                                                                | Wykluczony (WYK/EX) |
| Biały                                                                 | Nie wystartował (NW) |
| Biały                                                                 | Kontuzjowany (K/INJ) |
| Biały                                                                 | Wyścig odwołany (OD/C) |
| Bez koloru                                                            | Został wycofany (WYC/WD) |
| Bez koloru                                                            | Nie przybył (NP/DNA) |
| Bez koloru                                                            | Nie brał udziału w treningach (NT/DNP) |
| Bez koloru                                                            | Nie został zgłoszony (–) |
| Pogrubienie                                                           | Start z pole position |
| Kursywa                                                               | Najszybsze okrążenie wyścigu |
| †                                                                     | Nie ukończył, ale jego rezultat został zaliczony ze względu na przejechanie więcej niż 90% dystansu wyścigu.                              |
| *                                                                     | Sezon w trakcie |
| 1/2/3                                                                 | Punktowana pozycja w sprincie kwalifikacyjnym                                                                                             |
| Lista systemów punktacji Formuły 1                                    | |

| Rok  | Zespół               | Wyniki w poszczególnych eliminacjach | Wyniki w poszczególnych eliminacjach | Wyniki w poszczególnych eliminacjach | Wyniki w poszczególnych eliminacjach | Wyniki w poszczególnych eliminacjach | Wyniki w poszczególnych eliminacjach | Wyniki w poszczególnych eliminacjach | Wyniki w poszczególnych eliminacjach | Wyniki w poszczególnych eliminacjach | Wyniki w poszczególnych eliminacjach | Wyniki w poszczególnych eliminacjach | Wyniki w poszczególnych eliminacjach | Wyniki w poszczególnych eliminacjach | Wyniki w poszczególnych eliminacjach | Wyniki w poszczególnych eliminacjach | Wyniki w poszczególnych eliminacjach | Wyniki w poszczególnych eliminacjach | Wyniki w poszczególnych eliminacjach | Wyniki w poszczególnych eliminacjach | Wyniki w poszczególnych eliminacjach | Wyniki w poszczególnych eliminacjach | Wyniki w poszczególnych eliminacjach | Wyniki w poszczególnych eliminacjach | Wyniki w poszczególnych eliminacjach | Punkty | Pozycja |
| ---- | -------------------- | ------------------------------------ | ------------------------------------ | ------------------------------------ | ------------------------------------ | ------------------------------------ | ------------------------------------ | ------------------------------------ | ------------------------------------ | ------------------------------------ | ------------------------------------ | ------------------------------------ | ------------------------------------ | ------------------------------------ | ------------------------------------ | ------------------------------------ | ------------------------------------ | ------------------------------------ | ------------------------------------ | ------------------------------------ | ------------------------------------ | ------------------------------------ | ------------------------------------ | ------------------------------------ | ------------------------------------ | ------ | ------- |
| 2010 | David Price Racing   | ESP                                  | ESP                                  | MON                                  | MON                                  | TUR                                  | TUR                                  | VAL                                  | VAL                                  | GBR                                  | GBR                                  | DEU                                  | DEU                                  | HUN                                  | HUN                                  | BEL                                  | BEL                                  | ITA                                  | ITA                                  | ARE                                  | ARE                                  |                                      |                                      |                                      |                                      | 0      | 30      |
| 2010 | David Price Racing   | -                                    | -                                    | -                                    | -                                    | -                                    | -                                    | -                                    | -                                    | -                                    | -                                    | -                                    | -                                    | -                                    | -                                    | NU                                   | 14                                   | 10                                   | 15                                   | 13                                   | 14                                   |                                      |                                      |                                      |                                      | 0      | 30      |
| 2012 | Venezuela GP Lazarus | MAL                                  | MAL                                  | BHR                                  | BHR                                  | BHR                                  | BHR                                  | ESP                                  | ESP                                  | MON                                  | MON                                  | VAL                                  | VAL                                  | GBR                                  | GBR                                  | DEU                                  | DEU                                  | HUN                                  | HUN                                  | BEL                                  | BEL                                  | ITA                                  | ITA                                  | SIN                                  | SIN                                  | 1      | 24      |
| 2012 | Venezuela GP Lazarus | 10                                   | 21                                   | 14                                   | 19                                   | NU                                   | 23                                   | 17                                   | 10                                   | 19                                   | NU                                   | NU                                   | NU                                   | 11                                   | 22†                                  | -                                    | -                                    | -                                    | -                                    | -                                    | -                                    | -                                    | -                                    | -                                    | -                                    | 1      | 24      |
| 2013 | Venezuela GP Lazarus | MAL                                  | MAL                                  | BHR                                  | BHR                                  | ESP                                  | ESP                                  | MON                                  | MON                                  | GBR                                  | GBR                                  | DEU                                  | DEU                                  | HUN                                  | HUN                                  | BEL                                  | BEL                                  | ITA                                  | ITA                                  | SIN                                  | SIN                                  | ARE                                  | ARE                                  |                                      |                                      | 0      | 33      |
| 2013 | Venezuela GP Lazarus | -                                    | -                                    | -                                    | -                                    | -                                    | -                                    | -                                    | -                                    | 18                                   | 17                                   | 19                                   | 21                                   | -                                    | -                                    | -                                    | -                                    | -                                    | -                                    | -                                    | -                                    | -                                    | -                                    |                                      |                                      | 0      | 33      |

## Wyniki w Azjatyckiej Serii GP2
| Legenda oznaczeń w tabelach wyników Wyświetl szablon na nowej stronie | Legenda oznaczeń w tabelach wyników Wyświetl szablon na nowej stronie                                                                     |
| Oznaczenie                                                            | Wyjaśnienie |
| --------------------------------------------------------------------- | --- |
| Złoty                                                                 | Zwycięzca lub mistrzostwo |
| Srebrny                                                               | 2. miejsce lub wicemistrzostwo |
| Brązowy                                                               | 3. miejsce lub II wicemistrzostwo |
| Zielony                                                               | Ukończył, punktował (w klasyfikacji generalnej, gdy zdobył co najmniej jeden punkt na przestrzeni sezonu, poza trzema powyższymi opcjami) |
| Niebieski                                                             | Ukończył, nie punktował (w klasyfikacji generalnej, gdy nie zdobył co najmniej jednego punktu na przestrzeni sezonu)                      |
| Czerwony                                                              | Nie zakwalifikował się (NZ) |
| Czerwony                                                              | Nie prekwalifikował się (NPK) |
| Różowy                                                                | Nie ukończył (NU) |
| Różowy                                                                | Niesklasyfikowany (NS) (w klasyfikacji generalnej, gdy nie został sklasyfikowany w żadnym wyścigu sezonu)                                 |
| Czarny                                                                | Zdyskwalifikowany (DK) |
| Czarny                                                                | Wykluczony (WYK/EX) |
| Biały                                                                 | Nie wystartował (NW) |
| Biały                                                                 | Kontuzjowany (K/INJ) |
| Biały                                                                 | Wyścig odwołany (OD/C) |
| Bez koloru                                                            | Został wycofany (WYC/WD) |
| Bez koloru                                                            | Nie przybył (NP/DNA) |
| Bez koloru                                                            | Nie brał udziału w treningach (NT/DNP) |
| Bez koloru                                                            | Nie został zgłoszony (–) |
| Pogrubienie                                                           | Start z pole position |
| Kursywa                                                               | Najszybsze okrążenie wyścigu |
| †                                                                     | Nie ukończył, ale jego rezultat został zaliczony ze względu na przejechanie więcej niż 90% dystansu wyścigu.                              |
| *                                                                     | Sezon w trakcie |
| 1/2/3                                                                 | Punktowana pozycja w sprincie kwalifikacyjnym                                                                                             |
| Lista systemów punktacji Formuły 1                                    | |

| Rok       | Zespół                                  | Wyniki w poszczególnych eliminacjach | Wyniki w poszczególnych eliminacjach | Wyniki w poszczególnych eliminacjach | Wyniki w poszczególnych eliminacjach | Wyniki w poszczególnych eliminacjach | Wyniki w poszczególnych eliminacjach | Wyniki w poszczególnych eliminacjach | Wyniki w poszczególnych eliminacjach | Wyniki w poszczególnych eliminacjach | Wyniki w poszczególnych eliminacjach | Wyniki w poszczególnych eliminacjach | Punkty | Pozycja |
| --------- | --------------------------------------- | ------------------------------------ | ------------------------------------ | ------------------------------------ | ------------------------------------ | ------------------------------------ | ------------------------------------ | ------------------------------------ | ------------------------------------ | ------------------------------------ | ------------------------------------ | ------------------------------------ | ------ | ------- |
| 2008/2009 | BCN Competición Ocean Racing Technology | CHN                                  | CHN                                  | ARE                                  | BHR                                  | BHR                                  | QAT                                  | QAT                                  | MAL                                  | MAL                                  | BHR                                  | BHR                                  | 0      | 28      |
| 2008/2009 | BCN Competición Ocean Racing Technology | -                                    | -                                    | 14                                   | NU                                   | 17                                   | 10                                   | 21                                   | 15                                   | 16                                   | 18                                   | 15                                   | 0      | 28      |